# Svartfotad albatross
Svartfotad albatross (Phoebastria nigripes) är en fågel i familjen albatrosser inom ordningen stormfåglar. Den är relativt liten och mörk, med artkarakteristiska svarta fötter. Fågeln förekommer i norra Stilla havet. 

## Utseende

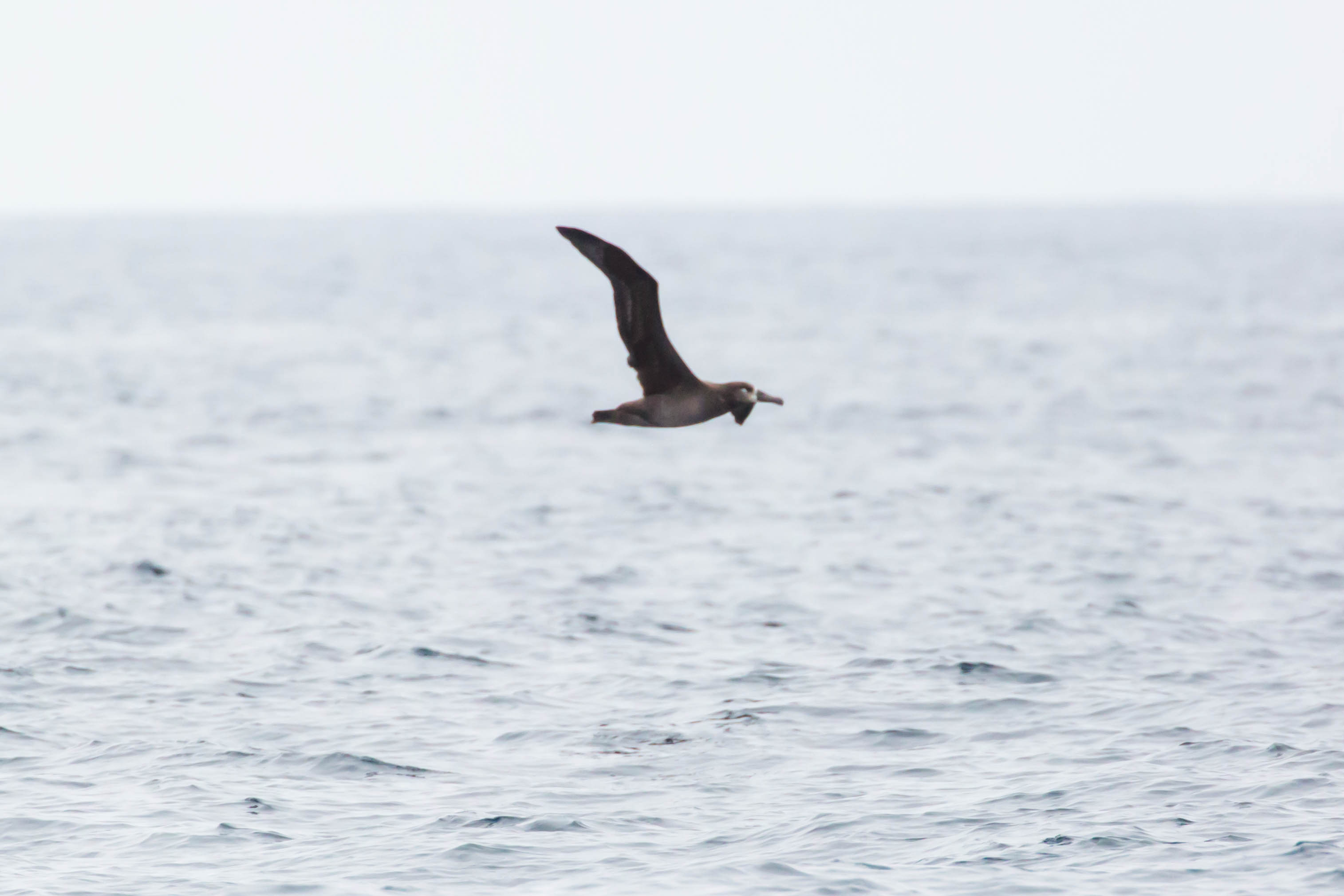
Svartfotad albatross i flykten.

Svartfotad albatross är en relativt liten albatross med en kroppslängd på 68–74 centimeter. Den är helmörk, även näbb och ben, bortsett från vita undre stjärttäckare, ett vitt band över inre delen av stjärten samt en smal vit "grimma" vid näbbroten. Ungfågeln är ännu mer enhetligt brun.

## Utbredning och systematik
Svartfotad albatross häckar i västra Hawaiiöarna samt på de japanska öarna Izuöarna, Boninöarna och södra Ryukyuöarna. Dessa åtskilda populationer kan vara reproduktivt isolerade. Både under och efter häckning sprider den sig vidare omkring i norra Stilla havet, framför allt mot nordost till Nordamerikas västra kust. Några enstaka fynd har också gjorts på södra halvklotet, bland annat i Nya Zeeland. Den behandlas som monotypisk, det vill säga att den inte delas in i några underarter.

## Levnadssätt
Svartfotad albatross är havslevande och kommer sällan nära land annat än för att häcka. Till skillnad från de större albatrossarterna häckar den årligen. Den återvänder till häckningskolonin från mitten av oktober och häckar på stränder och sluttningar med ingen eller ringa vegetation. Den lever mestadels av ägg från flygfisk, bläckfisk, fisk och skaldjur.

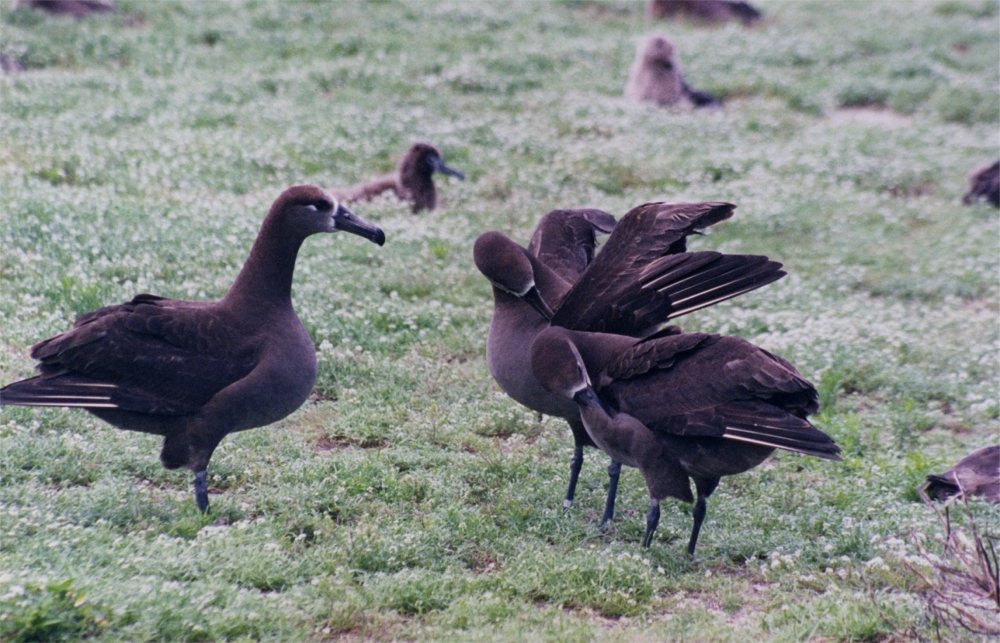
Svartfotade albatrosser som utför parningsdans.

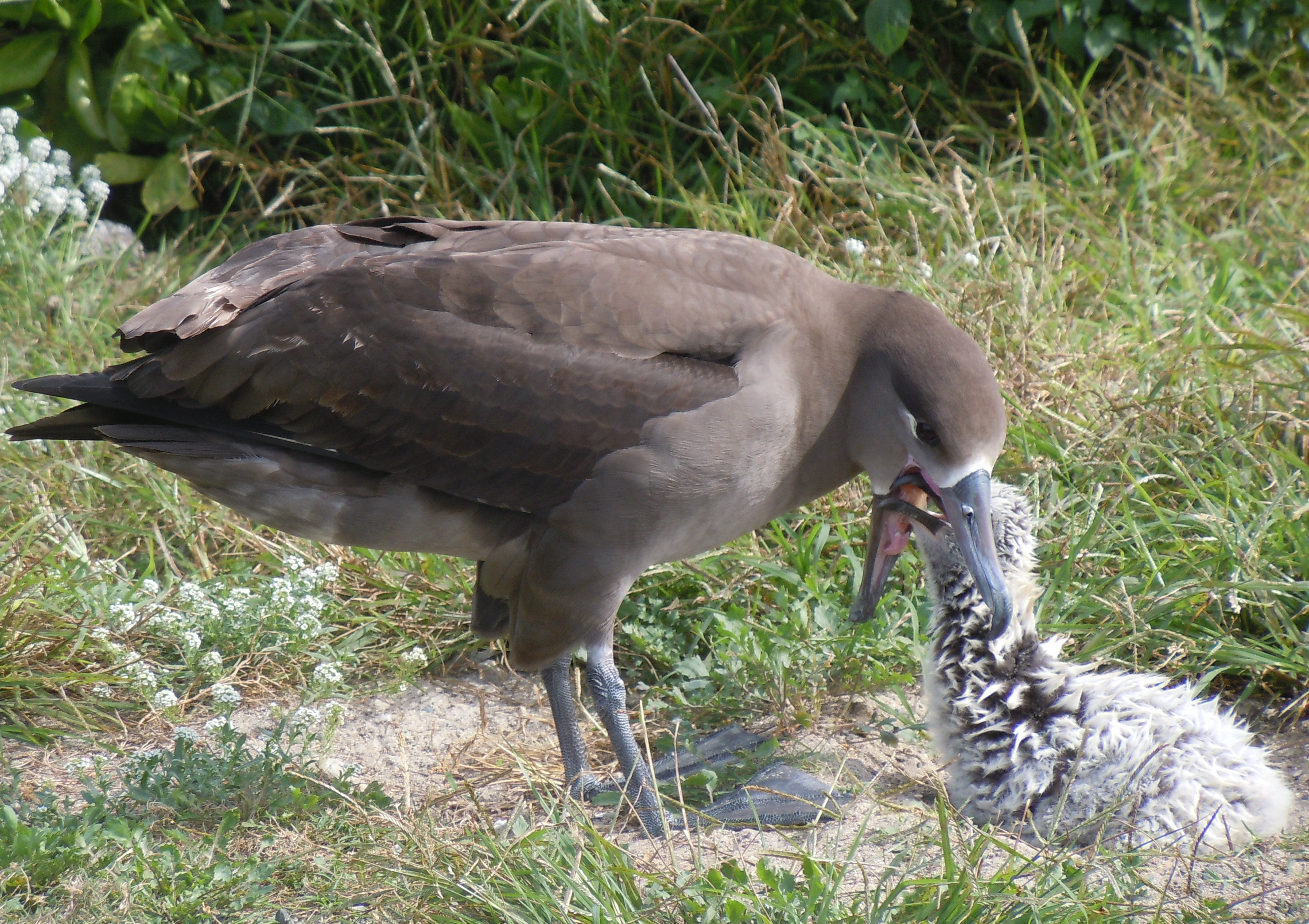
Svartfotad albatross som matar sin unge.

## Status och hot
Tidigare betraktades svartfotad albatross som starkt hotad eller sårbar, men sentida studier visar att den inte längre minskar i antal som man tidigare trott och har en antingen stabil eller positiv populationsutveckling. Dock utsätts den fortfarande för flera hot, bland annat fiske med långrev och stigande havsnivåer som kan påverka häckningskolonier. Internationella naturvårdsunionen IUCN kategoriserar den därför som nära hotad. Världspopulationen uppskattades 2017 till knappt 140 000 vuxna individer.

## Namn
Fågelns vetenskapliga artnamn nigripes betyder just "svartfotad".